# Tricònion
Tricònion (en llatí Trichonium, en grec antic Τριχώνιον) era una ciutat d'Etòlia que va donar nom al llac Triconis.
No se sap la seva situació exacta. Se l'ha situat al sud del llac en un lloc que ara es diu Gavala, però altres autors la situen a l'est. Estrabó diu que juntament amb Estratos es trobava en una plana fèrtil, cosa que la situa al nord del llac. Sens dubte era una ciutat important, i la mencionen també Polibi i Pausànias. Es coneixen diverses persones importants nascudes en aquesta ciutat, entre elles Alexandre de Tricònion, comandant de la Lliga Etòlia.